# 兵庫県道472号鳥飼浦洲本線
兵庫県道472号鳥飼浦洲本線（ひょうごけんどう472ごう とりかいうらすもとせん）は、兵庫県洲本市から南あわじ市を経由して、再び洲本市に至る一般県道である。

## 概要
洲本市五色町鳥飼浦から南あわじ市を経由して、洲本市納に至る。

### 路線データ
- 起点：洲本市五色町鳥飼浦（兵庫県道31号福良江井岩屋線交点）
- 終点：洲本市納（洲本インター前交差点、国道28号交点、神戸淡路鳴門自動車道 洲本IC）
- 総延長：10.602 km
- 事前通行規制区間[1]：南あわじ市倭文安住寺 - 洲本市奥畑

## 路線状況
この道は兵庫県道46号洲本五色線（洲本市宇山三丁目 - 洲本市五色町都志）と共に洲本市街と五色町を結ぶメインルートであり、淡路島の西岸と東岸を結ぶルートのひとつである。洲本市五色町上堺 - 南あわじ市 - 洲本市境は一貫して上り坂が続く。洲本市境で花立トンネルを潜って、その後洲本市内神戸淡路鳴門自動車道の高架下まで一貫して下り坂。制限速度は全線で40 km/h。

### 重複区間
- 兵庫県道66号大谷鮎原神代線（洲本市五色町広石下 - 洲本市・洲本市五色町上堺・堺小学校前交差点）
- 兵庫県道470号倭文五色線（洲本市五色町上堺 - 南あわじ市）
- 兵庫県道125号洲本松帆線（洲本市上内膳・二本松交差点 - 洲本市上内膳・上内膳交差点）

### 道路施設

#### トンネル
- 花立トンネル：延長51.8 m、1912年（明治45年）竣工、1964年（昭和39年）改良、南あわじ市 - 洲本市

兵庫県道472号鳥飼浦洲本線の洲本市と南あわじ市の境目に存在し、通称は「花立トンネル」だが、正式には「花立隧道」である。幅員が4.5 mと狭く、普通車との対向は可能だが、大型車との対向は不可能である。また、トンネルの前後が非常に見通しが悪いので、入る前にかなり減速する必要がある。
このトンネルは1912年（明治45年）からあり、1964年（昭和39年）に改良され、現在の姿となった。
|      | 改良前             | 改良後             |
| ---- | ------------------ | ------------------ |
| 竣工 | 1912年（明治45年） | 1964年（昭和39年） |
| 全長 | 不明               | 51.8 m             |
| 高さ | 2 - 2.5 m          | 4.5 m              |
| 幅   | 2 - 2.5 m          | 4.5 m              |
| 巻き | 素堀               | コンクリート       |

## 地理

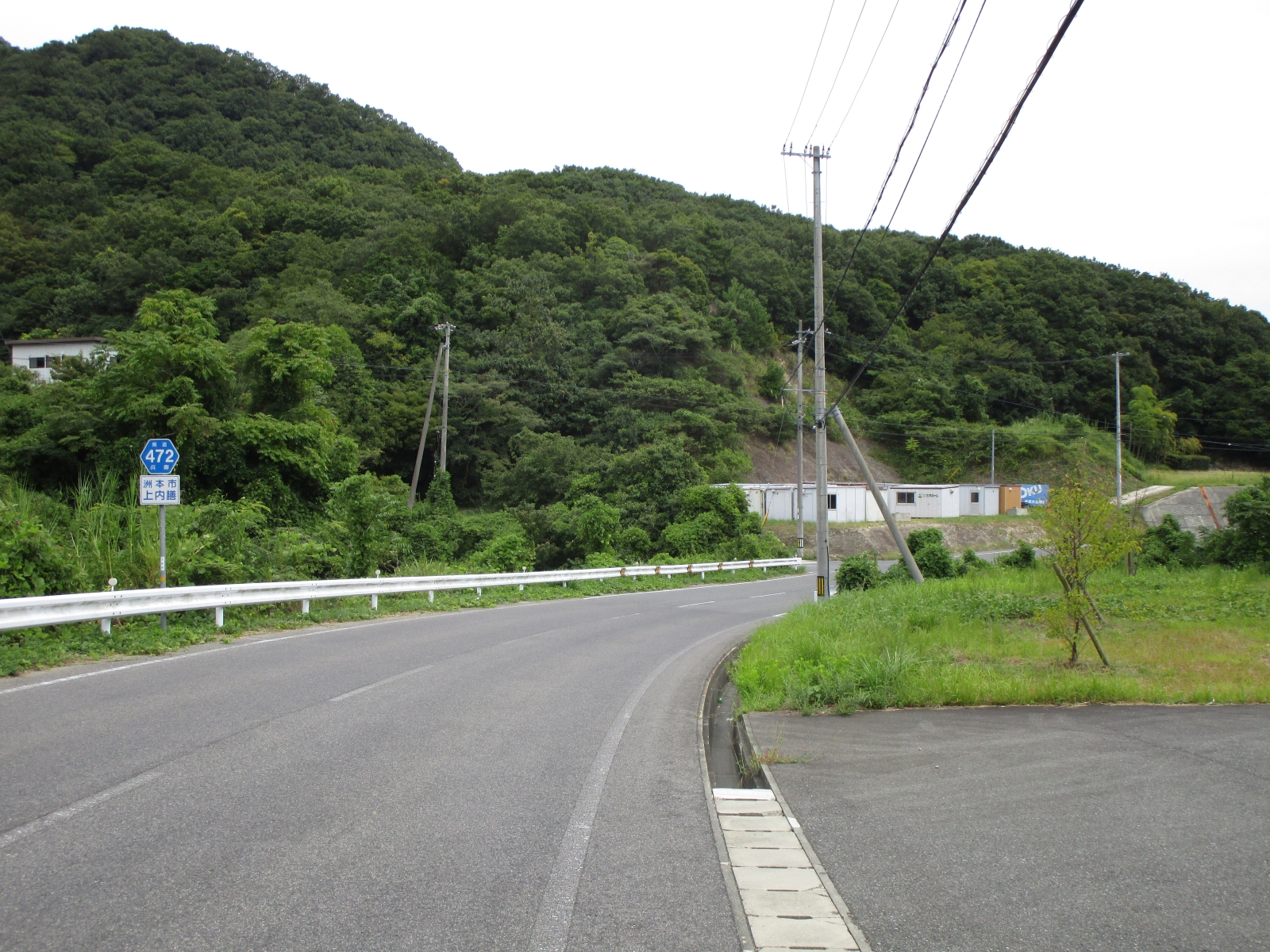
兵庫県道472号鳥飼浦洲本線

### 通過する自治体
- 兵庫県
  - 洲本市 - 南あわじ市 - 洲本市

### 交差する道路
| 交差する道路                                                   | 市町村名   | 交差する場所 | 交差する場所                         |
| -------------------------------------------------------------- | ---------- | ------------ | ------------------------------------ |
| 兵庫県道31号福良江井岩屋線                                     | 洲本市     | 五色町鳥飼浦 | 起点                                 |
| 兵庫県道66号大谷鮎原神代線 重複区間起点                        | 洲本市     | 五色町広石下 |                                      |
| 兵庫県道66号大谷鮎原神代線 重複区間終点                        | 洲本市     | 五色町上堺   | 堺小学校前交差点                     |
| 兵庫県道470号倭文五色線 重複区間起点                           | 洲本市     | 五色町上堺   |                                      |
| 兵庫県道470号倭文五色線 重複区間終点                           | 南あわじ市 | 倭文安住寺   |                                      |
| 兵庫県道125号洲本松帆線 重複区間起点 兵庫県道469号上内膳塩尾線 | 洲本市     | 上内膳       | 二本松交差点                         |
| 兵庫県道125号洲本松帆線 重複区間終点                           | 洲本市     | 上内膳       | 上内膳交差点                         |
| E28 神戸淡路鳴門自動車道 国道28号 / 洲本バイパス               | 洲本市     | 納           | 洲本インター前交差点 / 終点 8 洲本IC |

### 沿線
- 洲本市立鳥飼小学校
- 洲本市立堺小学校